# Alexei Wjatscheslawowitsch Kowaljow
Alexei Wjatscheslawowitsch Kowaljow (russisch Алексей Вячеславович Ковалёв; englische Transkription: Alexei Vyacheslavovich Kovalyov; * 24. Februar 1973 in Toljatti, Russische SFSR) ist ein ehemaliger russischer Eishockeyspieler, der im Verlauf seiner aktiven Karriere zwischen 1989 und 2014 unter anderem 1439 Spiele für die New York Rangers, Pittsburgh Penguins, Canadiens de Montréal, Ottawa Senators und Florida Panthers in der National Hockey League auf der Position des rechten Flügelstürmers bestritten hat. Kowaljow, der als erster russischer Spieler in der ersten Runde eines NHL Entry Draft ausgewählt wurde, feierte seine größten Karriereerfolge einerseits in Diensten der New York Rangers mit dem Gewinn des Stanley Cups im Jahr 1994 und andererseits mit dem Olympiasieg im Trikot der Nationalmannschaft der Gemeinschaft Unabhängiger Staaten bei den Olympischen Winterspielen 1992.

## Karriere

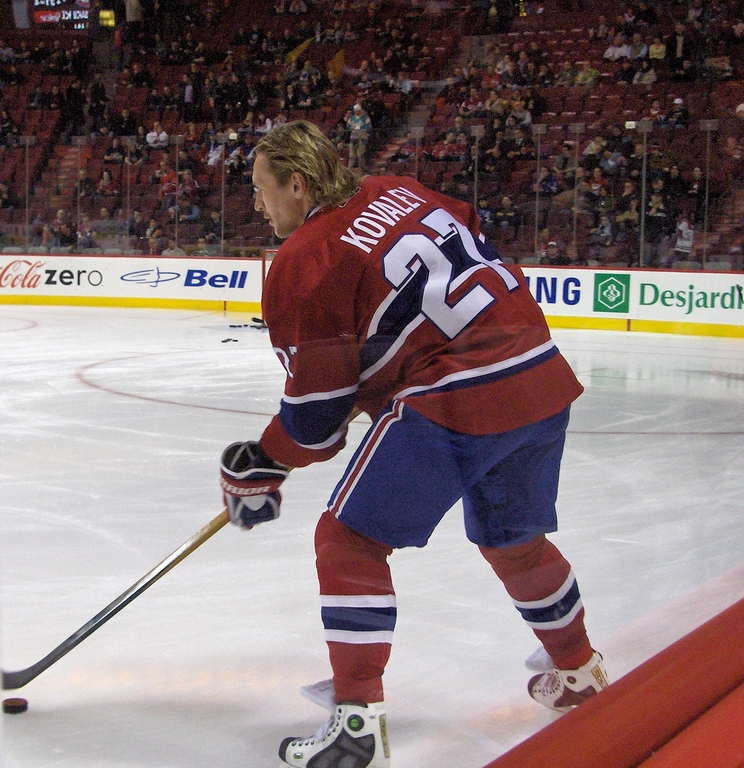
Alexei Kowaljow vor einem Spiel der Canadiens de Montréal

Alexei Kowaljow wurde beim NHL Entry Draft 1991 in der ersten Runde als Nummer 15 von den New York Rangers gedraftet. Somit wurde er zum ersten russischen Spieler, der in der 1. Runde gedraftet wurde. Kowaljow war ein wichtiger Bestandteil der New York Rangers beim Stanley-Cup-Gewinn 1994. Zusammen mit Sergei Nemtschinow, Alexander Karpowzew und Sergei Subow war es der erste Stanley-Cup-Sieg mit russischer Beteiligung. Kowaljow überzeugte vor allem durch seine Stocktechnik.
In der Saison 1998/99, wurde er zusammen mit Harry York für Petr Nedvěd, Sean Pronger und Chris Tamer zu den Pittsburgh Penguins getauscht, nachdem er nur gerade 14 Spiele für die Rangers gespielt hatte. So war es auch in Pittsburgh, wo er seinen persönlichen Punkterekord aufgestellt hat. Er sammelte zuerst 75 und in der darauffolgenden Saison sogar 95 Punkte für die Penguins. Als Pittsburgh gezwungen war, das Gehaltsgefüge des Teams zu reduzieren, wurde Kowaljow zusammen mit Dan LaCouture, Janne Laukkanen und Mike Wilson für Mikael Samuelsson, Rico Fata, Joël Bouchard, Richard Lintner und etwas Bargeld zurück zu den New York Rangers transferiert.
Nur etwa ein Jahr später gaben ihn die Rangers für Jozef Balej und ein Draft-Recht zu den Canadiens de Montréal ab. Die Lockout-Saison verbrachte er in der russischen Liga bei Ak Bars Kasan, wo er 23 Punkte in 35 Spielen erreichte. Kowaljow spielte für die russische Nationalmannschaft bei der Eishockey-Weltmeisterschaft der Herren 2005 in Österreich, wo er zum besten Stürmer des Turniers gewählt wurde. Beim Start in die Saison 2005/06 unterschrieb Kowaljow einen Vierjahresvertrag bei den Montreal Canadiens, der ihm 4,5 Millionen US-Dollar pro Jahr einbringt. Am 7. Juli 2009 unterzeichnete er, nachdem er nach der Saison 2008/09 zum Free Agent geworden war, einen Zweijahresvertrag bei den Ottawa Senators.

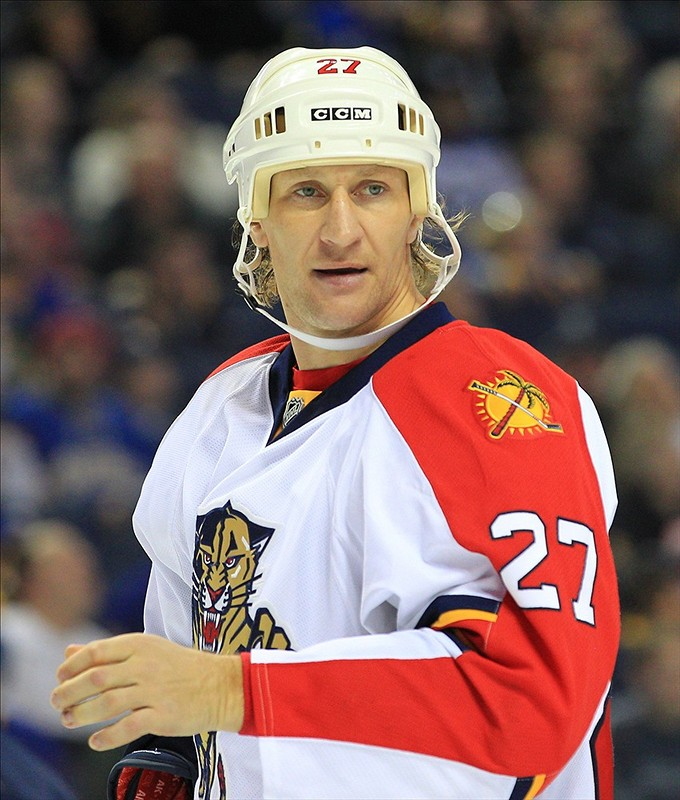
Alexei Kowaljow im Trikot der Florida Panthers

Am 22. November 2010 schoss er in seinem 1249. NHL-Spiel ein Tor für die Senators gegen die Los Angeles Kings und erreichte als 76. Spieler in der Geschichte der NHL die Marke von 1000 Punkten. Im Februar 2011 wurde Kowaljow im Austausch für ein leistungsbedingtes Siebtrunden-Wahlrecht im NHL Entry Draft 2011 an die Pittsburgh Penguins abgegeben.
Am 29. Juli 2011 einigte sich Kowaljow auf einen Kontrakt für zwei Jahre mit Atlant Mytischtschi aus der Kontinentalen Hockey-Liga. Im Juni 2012 wurde dieser Vertrag aufgelöst, da Kowaljow versuchen wollte, wieder einen NHL-Vertrag zu erhalten. Während des NHL-Lockouts 2012 trainierte er zunächst beim Schweizer Zweitligisten HC Red Ice mit. Nach Ende des Lockouts erhielt er im Januar 2013 einen Probevertrag von den Florida Panthers, der wenige Tage später bis zum Saisonende verlängert wurde. Im März 2013 beendete der Russe zunächst seine aktive Karriere.
Am 10. Juni 2013 gab der Schweizer NLB-Club EHC Visp bekannt, dass Kowaljow einen Einjahresvertrag unterschrieben hätte. Zudem habe er vor, im Kanton Wallis eine Eishockeyschule zu gründen. Nach nur einer Saison erklärte er am 2. Juli 2014 aus gesundheitlichen Gründen den Rücktritt vom Spitzensport.
Am 23. März 2016 gab der EHC Visp die Rückkehr von Kowaljow zur Saison 2016/17 bekannt, wobei dieser als Sportchef und Verwaltungsrat verpflichtet wurde. Nur eine Saison später wurde er aus dem Amt als Sportchef wieder entlassen. Von 2018 bis 2022 gehörte er dem Trainerstab von Kunlun Red Star aus der Kontinentalen Hockey-Liga an.

## Rekorde
- Erster russischer Spieler, der in der ersten Runde gedraftet wurde.
- Erster russischer Spieler, zusammen mit Sergei Nemtschinow, Alexander Karpowzew und Sergei Subow, dessen Name in den Stanley-Cup eingraviert wurde.

## Karrierestatistik

### International
| Vertrat die UdSSR bei: - U18-Junioren-Europameisterschaft 1990 - U18-Junioren-Europameisterschaft 1991 Vertrat die GUS bei: - U20-Junioren-Weltmeisterschaft 1992 - Olympischen Winterspielen 1992 | Vertrat Russland bei: - Weltmeisterschaft 1992 - World Cup of Hockey 1996 - Weltmeisterschaft 1998 - Olympischen Winterspielen 2002 - World Cup of Hockey 2004 - Weltmeisterschaft 2005 - Olympischen Winterspielen 2006 |

(Legende zur Spielerstatistik: Sp oder GP = absolvierte Spiele; T oder G = erzielte Tore; V oder A = erzielte Assists; Pkt oder Pts = erzielte Scorerpunkte; SM oder PIM = erhaltene Strafminuten; +/− = Plus/Minus-Bilanz; PP = erzielte Überzahltore; SH = erzielte Unterzahltore; GW = erzielte Siegtore; 1 Play-downs/Relegation; Kursiv: Statistik nicht vollständig)

## Erfolge und Auszeichnungen
| - 1991 Sowjetischer Meister mit Dynamo Moskau - 1992 GUS-Meister mit Dynamo Moskau - 1992 Verdienter Meister des Sports Russlands im Eishockey - 1994 Stanley-Cup-Gewinn mit den New York Rangers - 2001 Teilnahme am NHL All-Star Game - 2001 NHL-Spieler des Monats Februar | - 2003 Teilnahme am NHL All-Star Game - 2008 NHL Second All-Star Team - 2009 Teilnahme am NHL All-Star Game - 2009 Most Valuable Player des NHL All-Star Game - 2014 Meister der National League B mit dem EHC Visp |

### International
| - 1990 Silbermedaille bei der U18-Junioren-Europameisterschaft - 1991 Silbermedaille bei der U18-Junioren-Europameisterschaft - 1991 Bester Stürmer der U18-Junioren-Europameisterschaft - 1991 All-Star-Team der U18-Junioren-Europameisterschaft - 1992 Goldmedaille bei der U20-Junioren-Weltmeisterschaft | - 1992 All-Star-Team der U20-Junioren-Weltmeisterschaft - 1992 Goldmedaille bei den Olympischen Winterspielen - 2002 Bronzemedaille bei den Olympischen Winterspielen - 2005 Bronzemedaille bei der Weltmeisterschaft - 2005 Bester Stürmer der Weltmeisterschaft |